# Patina Miller
Patina Renea Miller, née le 6 novembre 1984 à Pageland en Caroline du Sud, est une actrice et chanteuse américaine.
Elle est surtout connue pour son rôle de la diva du disco Deloris Van Cartier en 2009, dans West End et en 2011 pour la comédie musicale Sister Act à Broadway. En 2013, elle a tenu le rôle principal dans la reprise de Pippin pour lequel elle a remporté le Tony Award de la meilleure actrice dans une comédie musicale.
Elle est également connue pour son interprétation de Commandant Paylor dans les films The Hunger Games: Mockingjay, et son rôle récurrent de Daisy Grant dans la série Madam Secretary.

## Biographie
Née à Pageland en Caroline du Sud, elle a été élevée par sa mère seule.
Elle est initiée à la musique à un âge précoce et chante avec la chorale de gospel à l'église. Elle a suivi les cours de l'École des Arts & Sciences Humaines de Caroline du Sud et, en 2006, a obtenu un diplôme en théâtre musical de l'université Carnegie-Mellon, où elle a bénéficié d'une bourse. Elle a qualifié son passage à Carnegie Mellon comme une partie importante de sa vie, en disant : « C'est là que j'ai étudié et que j'ai réalisé que je pouvais faire de mon rêve une réalité. Je suis très reconnaissante à tous mes professeurs qui m'ont aidée à devenir l'artiste que je suis aujourd'hui. Je suis tellement fière de mon école et je me sens heureuse d'avoir reçu un si merveilleux enseignement et de m'être fait des amis pour la vie »

## Carrière

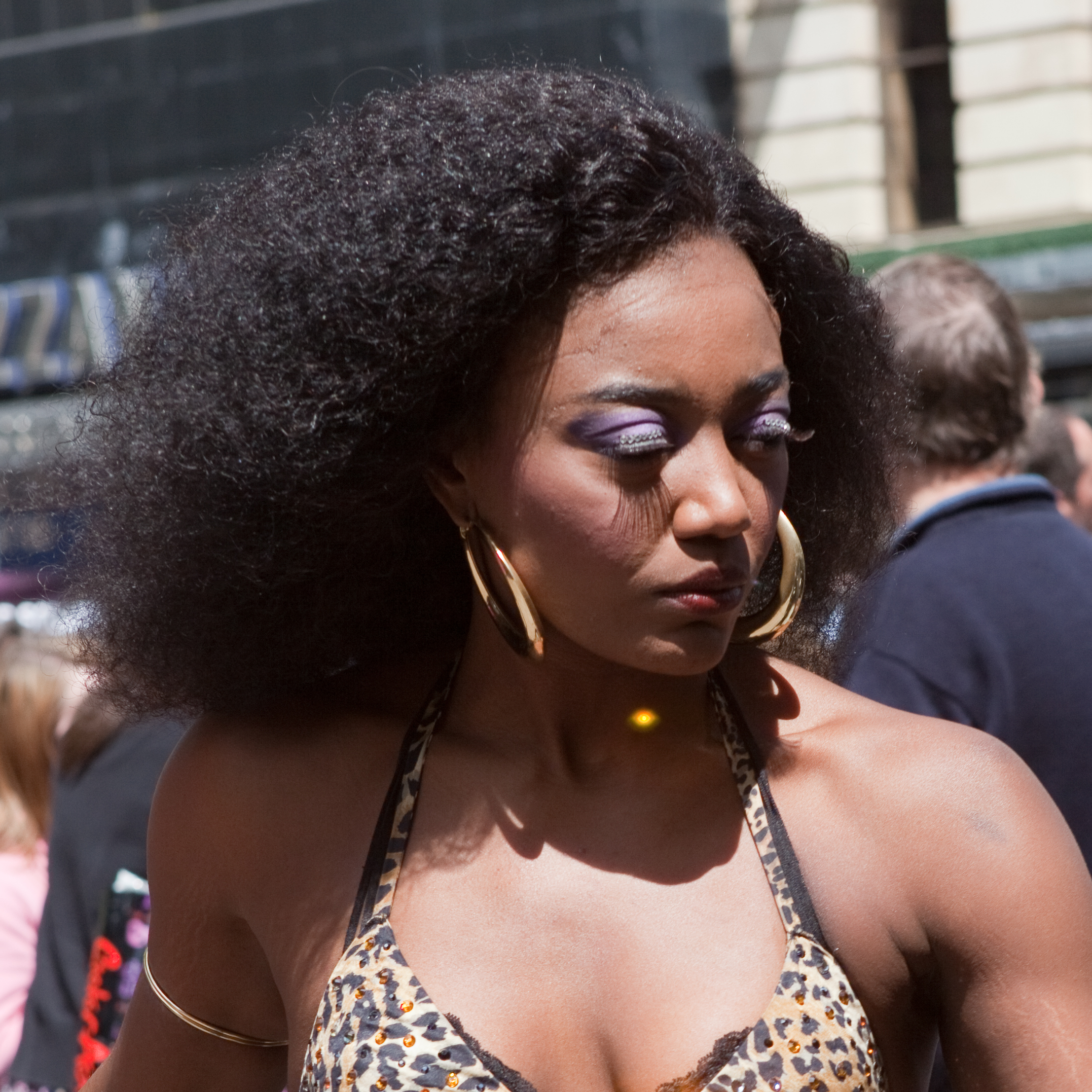
Patina Miller lors d'une représentation de Sister Act dans le West End, en 2010

En 2005, Patina Miller est l'un des trois finalistes pour le rôle de Effie White dans Dreamgirls, qui a finalement été attribué à Jennifer Hudson qui a obtenu l'Academy Award pour la meilleure actrice de second rôle. En 2007, elle est recrutée dans La Force du destin et est apparue dans les 30 épisodes quotidiens de ce soap opera,. Elle joue dans une représentation de Hair à Central Park à l'été 2008 et a été en vedette dans la comédie musicale Romantic Poetry au Manhattan Theatre Club.
Patina Miller a obtenu le rôle principal de Delores Van Cartier dans Sister Act, un rôle dont elle a été la doublure pendant six mois au cours de sa première diffusion aux États-Unis,. La production londonienne a débuté le 2 juin 2009 au London Palladium, et bien qu'il ait reçu des critiques mitigées, la plupart des critiques ont distingué Patina Miller et ont salué sa performance. Benedict Nightingale de The Times cite sa « voix formidable » et poursuit : « elle apporte de la chaleur, de l'humour, de la vivacité - et vous avez une star qui n'a pas la vulnérabilité ironique de Whoopi, mais qui rayonne autour d'elle », tandis que David Benedict de Variety pense que sa « puissance de voix aiguë, quelque part entre Gloria Gaynor et Whitney Houston, et son vibrato rapide et palpitant agit comme le moteur du spectacle »
Pour ce rôle, Miller a remporté le whatsonstage.com Choice Award[Quoi ?] des spectateurs pour la meilleure actrice dans une comédie musicale, et a également été nommée pour le Laurence Olivier Award de la meilleure actrice dans une comédie musicale,. Elle a tenu ce rôle jusqu'à la clôture le 30 octobre 2010.
Miller a interprété le Commandant Paylor dans The Hunger Games: Mockingjay – Partie 1 (2014) et  Partie 2 en 2015.
En mai 2014, il a été annoncé qu'elle a été retenue pour jouer Daisy Grant, attachée de presse d'Elizabeth McCord (Téa Leoni) dans la nouvelle série de CBS Madam Secretary. La série a débuté le dimanche 21 septembre 2014, sur CBS,,.
En 2020, elle rejoint le second spin-off la franchise Power, Raising Kanan où elle interprétera Raquel Tomas la mère de Kanan Stark.